# Alma Yoray
Alma Yoray (eigentl.: Alma S(ch)wartz; * 1941 in Boston; † 2010) war eine US-amerikanische Tänzerin, Sängerin und Yogalehrerin (Vipassana-Meditation).
Die Tochter russisch-jüdischer Einwanderer ging 1960 nach Berlin, um dort Ausdruckstanz bei Mary Wigman zu studieren. Sie wurde dort von einem Mann schwanger, der als Spion verhaftet wurde und bekam einen Sohn, den sie Yoray nannte und in Israel zur Adoption freigab; später nahm sie diesen Namen als Künstlernamen an. Sie trat dann als Tänzerin in England auf und kehrte schließlich in die USA zurück, wo sie 1976 in Maine ein eigenes Tanzstudio eröffnete.
Zwischen 1982 und 1988 reiste sie auf der Suche nach ihren Vorfahren mehrmals nach Polen, Tschechien, Deutschland und in die Ukraine. 1986 führte sie mit Schauspielern des Witkacy-Theaters Workshops in Zakopane durch. Hier lernte sie Piotr Kolecki kennen, ein Mitglied der Musikgruppe Teatr Dźwięku ATMAN, mit dem sie während der Workshops eine Performance gab. Im Folgejahr unternahm sie mit der Gruppe, der neben Kolecki Marek Leszczyński und Marek Styczyński angehörten, eine Tournee durch Polen.
Ende der 1980er-Jahre ließ sie sich in Przesieka im Riesengebirge nieder und gründete ein Zentrum für Vipassana-Meditation, wo sie zahlreiche Yoga-, Meditations- und Tai-Chi-Workshops durchführte. Hier entstand als letzte Zusammenarbeit mit dem Teatr Dźwięku ATMAN das Album Brown Session (1991). 2006 kehrte sie wegen einer Erkrankung an Lungenkrebs in die USA zurück und erlag ihr dort 2010.